# 江棋生
江棋生（1948年11月5日—），中国作家、学者。

## 简介
1948年出生于江苏常熟，是家中六名子女中的次子。1960年-1966年就读于常熟县中。1966年6月-1968年10月，作为红卫兵参加文化大革命。后下乡插队、务农做工。
1977年恢复高考后，考上北京航空学院，1978年3月-1982年2月，完成空气动力学本科；1982年2月-1984年7月，攻读空气动力学硕士学位。1985年-1988年任教于清华大学分校。1988年9月，攻读中国人民大学科学技术哲学博士学位。
1989年4月-6月，参与八九学潮，担任北京市高校学生对话代表团常委、中国人民大学学生自治会常委，撰写有《四月学运与文革的九点本质区别》、《四月学运与四五运动》等文。同年9月，被关押至秦城监狱。1991年2月，被免予起诉而释放。6月，被中国人民大学开除学籍。
1999年5月，再次被关押。2000年12月，以煽动颠覆国家政权罪判处有期徒刑四年。2001年，获中国民主教育基金会颁发的杰出民主人士奖。2003年5月获释出狱，同年获国际笔会自由表达奖。2005年，由香港开放杂志社出版《看守所杂记》。2009年，由华盛顿劳改基金会出版《一生说真话》。2014年，由香港九江文化出版公司出版《点燃良知的烛光》。

## 社会活动
从上个世纪90年代至今，他就中国的人权状况和社会公正问题撰写了多篇文章，发表于《北京之春》、《苹果日报》、《开放》、《新世纪》、《观察》、《中国之春》、《民主中国》和《九十年代》等杂志。自2006年至今，他担任自由亚洲电台特约评论员。
他在文章中表达的核心理念是：对中国来说，阶级斗争不是硬道理，唯GDP的经济增长也不是硬道理，人权化即自由化才是真正的硬道理。作者主张，必须有一部分中国人选择不搭便车，冒着政治风险先自由起来。并且作者的心志是：这里是我的祖国，这里就应当自由起来。此外，应是作者首次给出如下提法：权力趋于任性，绝对权力绝对任性，并强调要用人权原则为一切权力设定禁飞区。
2008年12月，参与发布了零八宪章。2009年3月31日，因撰写纪念六四20周年长文，他的住所被警方搜查，电脑、书籍、手稿等物品被抄走。
此外，从1992年深秋开始，还就物理学三大分立对称性即C、P、T对称性问题，进行了潜心研究，提出了具有重大挑战意味的全新见解。已经完成的十多篇物理学论文，自2010年9月起，发布于中国国家科技图书文献中心网站的预印本系统中。
即将出版的著作有：《活得更像一个人》和《物理学分立对称性论文集》。